# 大阪☆春夏秋冬
大阪☆春夏秋冬（おおさかしゅんかしゅうとう）は、日本の音楽グループ。略称はしゅかしゅん。所属事務所はエイベックス・マネジメント株式会社 & 有限会社ハッピータイム事務所。「ご当地アイドル殿堂入り」

## 略歴
前身は平城遷都1300年祭で作られた「万葉シャオニャン」で、移籍で卒業となったメンバーの補充と、当初は日本の四季の素晴らしさや四季に咲く花々の美しさを歌やダンスで伝えていくのをテーマとし「大阪☆春夏秋冬」と改名し発足。
2012年
- 3月26日、小川舞奈・八木杏菜・宮本茉奈・宮浦里奈・梶野恵園・黒木麻耶・芳森由奈の7人で結成。
- 4月29日、八尾シルキーホールにて行われたHappyTimeSpringLiveでステージデビュー。

2014年
- 7月29日、心斎橋ソープオペラクラシックスで初ワンマンライブを開催。
- デビューCD&MV完成記念イベント「カタヤブリ!世界へ!」にて、1stシングル「DAWN OF MY LIFETIME」を発売。
- 10月13日、日本橋UPsにてワンマンライブを開催。
- 11月22日、OSAKA RUIDOにて行われたライブトラベリング2014 四谷三丁目発～未来列車 走れめぇ～ん!で竹田瑠奈が加入し8人体制となる。
- 12月18日、タワーレコードアリオ八尾店にて行われたインストアイベントにて、1stミニアルバム「カメレオン少女」を発売。
- 12月28日、日本橋UPsにてワンマンライブを開催。

2015年
- 1月18日、第1部・大阪☆春夏秋冬単独ソロライブ、第2部・大阪☆春夏秋冬単独ライブを日本橋UPsにて開催。
- 2月16日、公式Twitterで黒木麻耶の脱退を発表し、7人体制となる。
- 3月19日、Birth Shinjukuにて行われたイブンカ?コウリュウ vol.5の物販にて、2ndシングル「C'mon!」を発売。
- 7月8日、タワーレコード梅田NU茶屋町店で行われたインストアイベントにて、3rdシングル「BABYCRAZY」を発売。
- 7月18日、FMちゃおでレギュラーラジオ番組「まるごと!大阪☆春夏秋冬」が放送開始。
- TOKYO IDOL FESTIVAL 2015に出演したことをきっかけに「TIFで見つかった」「TIFで見つけたアイドル」などとされ、ワンマンライブの観客動員数が最大170人から550人に増加した[2][3]。
- 8月8日、渋谷クラブクアトロにて、東京1stワンマンライブ「ハチハチ」を開催。また物販にて記念限定盤となる4thシングル「SHINE」を発売。
- 10月5日、タワーレコード梅田NU茶屋町店で行われたインストアイベントにて、通常盤となる5thシングル「SHINE」を発売。
- 10月9日、KawaiianTVでレギュラーテレビ番組「大阪☆春夏秋冬《カタヤブリ》」が放送開始。
- 10月18日、ESAKAMUSEにてワンマンライブ｢イチハチ｣を開催。
- 11月24日、タワーレコード梅田NU茶屋町店で行われたインストアイベントにて、2ndアルバム「『ハチハチ』LIVE!!」を発売。
- 12月22日、タワーレコード梅田NU茶屋町店で行われたインストアイベントにて、3rdアルバム「Early Season」を発売。

2016年
- 6月4日、恵比寿CreAtoにて、単独公演JUMP～飛翔～IN TOKYOを開催。
- 6月18日、ESAKAMUSEにて、単独公演JUMP～飛翔～IN OSAKAを開催。
- 8月11日、なんばHatchにて、ワンマンライブBEAT～鼓動～IN OSAKAを開催。
- 8月21日、Zepp Tokyoにて、ワンマンライブBEAT～鼓動～IN TOKYOを開催。
- 10月31日、HOLIDAY OSAKAにて行われた宮浦里奈生誕&卒業イベントで宮浦里奈が卒業し、6人体制となる。

2017年
- 1月31日、エディオンJR尼崎駅店で行われたインストアイベントにて、6thシングル｢New Me｣を発売。
- 4月19日、SHOWROOMでレギュラー配信番組「大阪☆春夏秋冬の咲き誇ルーム」が配信開始。
- 5月3日、OSAKA RUIDOにて、2017年春 東名阪ツアー「パーティの始まり!」を開催。
- 5月5日、伏見JAMMIN'にて、2017年春 東名阪ツアー「パーティの始まり!」を開催。
- 5月13日、表参道 GROUNDにて、2017年春 東名阪ツアー「パーティの始まり!」を開催。
- 6月20日、アニメイト大阪日本橋で行われたインストアイベントにて、7thシングル「レインボーカラー」を発売。
- 7月15日、@JAM in 上海 2017にて、初の海外ライブを行う。
- 10月2日、サンシャインシティ噴水広場で行われたインストアイベントにて、avexのレーベルbinyl recordsからメジャーデビューする事を発表。
- 10月3日、ヴィレッジヴァンガード渋谷本店で行われたインストアイベントにて、メジャー1stシングル「Travelin' Travelin'」を発売。
- 10月6日、梅田Shangri-Laにて、2017年秋 東名阪ツアー～産声を上げろ!!～を開催。
- 10月9日、原宿ASTRO HALLにて、2017年秋 東名阪ツアー～産声を上げろ!!～を開催。
- 10月14日、名古屋ell. FITS ALLにて、2017年秋 東名阪ツアー～産声を上げろ!!～を開催。
- 12月19日、HMV&BOOKS SHIBUYAで行われたインストアイベントにて、メジャー2ndシングル「SPARK!」を発売。

2018年
- 1月13日、新宿BLAZEにて、1部・無料公演「東京★春夏秋冬」、2部・東京進行大作戦～進撃のしゅかしゅんVol.1～を開催。
- 3月4日、TSUTAYA O-EASTにて、無料公演「ロングフリーライブ～東京進行大作戦（番外編!公開PV収録も兼ねてます!）」を開催。
- 3月24日、梅田Shangri-Laにて、東名阪ツアー〜産声を上げろ!!〜追加公演（ファイナル）〜を開催。
- avexのレーベルavex traxから、メジャー1stアルバム「SSFW」を発売する事を発表。また同日、ESAKAMUSEにて初のワンマン2Daysの開催を発表。
- 4月13日、Mt.RAINIER HALL SHIBUYAにて、東京定期公演☆其の一「#13日の金曜日」を開催。
- 5月11日、Mt.RAINIER HALL SHIBUYAにて、東京定期公演☆其の二「ドブネズミみたいに美しく」を開催。
- 6月12日、タワーレコード梅田NU茶屋町店で行われたインストアイベントにて、メジャー1stアルバム「SSFW」を発売。
- 6月16日、Mt.RAINIER HALL SHIBUYAにて、東京定期公演☆其の三「前略あきんど様」、東京定期公演☆其の四「しゅかしゅんにほえろ!」を開催。
- 6月24日、桜坂セントラルにて、沖縄定期公演☆其の五「今日だけは沖縄☆春夏秋冬」を開催。
- 7月14日、ESAKAMUSEにて、大阪定期公演☆其の六「大阪夏の陣☆2018〜前編〜」を開催。
- 7月15日、ESAKAMUSEにて、大阪定期公演☆其の七「大阪夏の陣☆2018〜後編〜」を開催。
- 7月22日、Mt.RAINIER HALL SHIBUYAにて、東京定期公演☆其の八「どしゃぶりの雨が通り過ぎる頃」、東京定期公演☆其の九「すてきな夜空」を開催。
- 8月19日、Mt.RAINIER HALL SHIBUYAにて、東京定期公演☆其の十「夏祭り（前編）〜しゅかしゅんの浴衣姿がまぶしすぎて〜」、東京定期公演☆其の十一「夏祭り（後編）〜勝手に夏フェス後夜祭〜」を開催。
- 9月24日、Mt.RAINIER HALL SHIBUYAにて、東京定期公演☆其の十二「しゅかしゅんとんぼ」、東京定期公演☆其の十三「紅に染まった秋」を開催。
- 10月27日、Mt.RAINIER HALL SHIBUYAにて、東京定期公演☆其の十四「〇〇の秋～それぞれの秋」、東京定期公演☆其の十五「仮装しゅかしゅん～Trick or Treat」を開催。
- 11月10日、Mt.RAINIER HALL SHIBUYAにて、東京定期公演☆其の十六「しゅかしゅん〜秋の文化祭〜」、東京定期公演☆其の十七「ドキドキすること やめられない」を開催。
- 12月7日、Mt.RAINIER HALL SHIBUYAにて、東京定期公演☆其の十八｢これで最後!!｣を開催。

2019年
- 1月6日、TSUTAYA O-EASTにて、しゅかしゅん 大新年会ライブ 2019を開催。
- 初のハワイ遠征をする事を発表。
- 2月11日、Mt.RAINIER HALL SHIBUYAにて、大阪☆春夏秋冬ワンマンライブ～六猛進～TYPE-A、大阪☆春夏秋冬ワンマンライブ～六猛進～TYPE-Bを開催。
- メンバーが初めて作詞に挑戦した「その手(仮)」を初披露。
- 3月8日、「NO-LIMIT」がテレビ東京系列「FAIRY TAIL」のOPテーマに4月から採用されると発表。
- 4月27日、Mt.RAINIER HALL SHIBUYAにて、大阪☆春夏秋冬ワンマンライブ～六猛進～TYPE-C、大阪☆春夏秋冬ワンマンライブ～六猛進～TYPE-Dを開催。
- ミニアルバムを発売する事を発表。
- 4月30日、さよなら平成カウントダウンライブを無観客で生配信。
- 5月1日、HMV&BOOKS SHINSAIBASHIにて、こんにちは新元号初ライブを開催。
- 5月17日～5月21日、ハワイにて、初のファンミーティングツアーとなる大阪☆春夏秋冬(しゅかしゅん)と行く♪絶対後悔させないハワイパワースポット巡りで2019年も絶好調♪withホノルル駅伝&音楽フェスを開催。
- 5月25日、Mt.RAINIER HALL SHIBUYAにて、大阪☆春夏秋冬ワンマンライブ～六猛進～TYPE-E、大阪☆春夏秋冬ワンマンライブ～六猛進～TYPE-Fを開催。
- 6月29日、ESAKAMUSEにて、大阪☆春夏秋冬ワンマンライブ～六猛進～TYPE-Gを開催。
- 6月30日、ESAKAMUSEにて、大阪☆春夏秋冬ワンマンライブ～六猛進～TYPE-Hを開催。
- 7月31日、HMV&BOOKS SHINSAIBASHIにて行われたインストアイベントにて、メジャー1stミニアルバム「ガチ上がるハイテンションまで夢じゃないこの現実」を発売。
- 8月7日、大阪☆春夏秋冬 / ほんまに！？今度こそはガチ上がる生配信ライブを生配信。
- 8月18日、長居陸上競技場（ヤンマースタジアム長居）にて行われたa-nation2019にオープニングアクトとして出演。
- 9月7日、Mt.RAINIER HALL SHIBUYAにて、〜ガチ上がるハイテンションまで帰られへん！このライブ〜A面-Ver.1、〜ガチ上がるハイテンションまで帰られへん！このライブ〜A面-Ver.2を開催。
- 9月8日、Mt.RAINIER HALL SHIBUYAにて、〜ガチ上がるハイテンションまで帰られへん！このライブ〜B面を開催。
- 10月31日、CLUB CANDYにて、大阪☆春夏秋冬主催ハロウィンパーティー2019を開催。
- 11月19日、自転車盗難防止特命大使に任命される。

2020年
- 1月4日、上野音横丁にて、大阪☆春夏秋冬新春単独LIVE!!〜【ZUTTOMO】～を開催。
- 1月19日、初のファンツアーとなるいちごと君と15の旅～約束のその先へ～ IN淡路島を開催。
- 1月25日、いちごと君と15の旅～約束のその先へ～ IN伊豆を開催。
- 2月16日、「Let you fly (Re-recording ver.)」「BABY CRAZY (Re-recording ver.)」を配信開始。
- 2月21日～2月24日、大阪ABCHALLにて、初の演劇公演となるカタヤブリ演劇公演劇団☆春夏秋冬「艶姿河内六人娘」を開催。
- 4月14日、大阪☆春夏秋冬公式YouTubeチャンネルで「しゅかしゅんのバラエTV」を開始。
- 6月28日、大阪☆春夏秋冬公式YouTubeチャンネルでオンライン単独ライブMABU～from LIVEHOUSE～を配信。
- 7月29日、メジャー2ndアルバム「BRAVE SOULS」を発売。
- 9月27日、umeda TRADにて、LIVE -Re Start-、完全版 BRAVE SOULS -Re Start-を開催。
- 10月8日、新宿BLAZEにて、NOW REMIX -SSFW-を開催。
- 10月21日、TSUTAYA O-crestにて、Times 1F ← 満を開催。
- 10月23日、TSUTAYA O-nestにて、Times 2F ← 満を開催。
- 10月24日、初主演映画「ホラーちゃんねる 関西版」が公開。
- 11月15日、umeda TRADにて、GB MAX(ギガマックス)、TB MAX(テラマックス)を開催。

2021年
- 1月5日、TSUTAYA O-crestにて、新春シュカシュン初モーDAYを開催。
- 3月9日、阿倍野ロックタウンにて、大阪☆春夏秋冬MANA･EONのソロライブSOOTHING NIGHTを開催。
- 4月4日、渋谷CLUB QUATTROにて、大阪☆春夏秋冬 ETERNAL TOUR MUSIC is ETERNAL～音楽は永遠～を開催。
- 4月10日、阿倍野ROCK TOWNにて、大阪☆春夏秋冬 ETERNAL TOUR SHINE is ETERNAL～輝きは永遠～を開催。
- 4月17日、The Voodoo Loungeにて、大阪☆春夏秋冬 ETERNAL TOUR PASSION is ETERNAL～情熱は永遠～を開催。
- 4月24日、ESAKAMUSEにて、大阪☆春夏秋冬 ETERNAL TOUR BE ETERNALを開催。
- 4月25日、梅田amHALL[注 1]にて、大阪☆春夏秋冬 ETERNAL TOUR The beginning of the end～終わりの始まり～TALK SHOW、大阪☆春夏秋冬 ETERNAL TOUR TOUR FINAL特典会を開催。同日をもって八木杏菜が卒業し、現在の5人体制となる。
- 6月8日、阿倍野ロックタウンにて、MANAソロライブSOOTHING vol.3を開催。
- 6月9日、BIGCATにて、大阪☆春夏秋冬単独ライブ ∞～INFINITY～を開催。同日、「シンガロングをもう一度」を初披露。同日、大阪☆春夏秋冬主催フェスMUSIC MONKEY FES2021を開催する事を発表。
- 6月15日、阿倍野ロックタウンにて、MAINAバンドセットライブプラスティック･ラブを開催。
- 6月17日、池袋Space emoにて、EONソロイベントせやかてEONを開催。
- 6月18日、池袋Space emoにて、MANAソロイベントSOOTHING vol.4を開催。
- 6月24日、Shibuya eggmanにて、MAINAバンドセットライブPLAYBACK LOVEを開催。
- 7月11日、MOTON PLACEにて、YUNA撮影会&トークショーを開催。
- 9月3日、名古屋RAD HALLにて、MAINA TOUR2021Love always directs towards the oceanを開催。
- 9月8日、新宿MARZにて、MAINA TOUR2021Love always directs towards the oceanを開催。
- 9月12日、阿倍野ROCKTOWNにて、せやかてEON ~vol.2~ トークにクイズにスペシャルゲストも！を開催。
- 9月21日、阿倍野ROCKTOWNにて、MAINA TOUR2021Love always directs towards the oceanを開催。
- 10月12日、阿倍野ROCKTOWNにて、MANAソロライブSOOTHING vol.5を開催。
- 10月16日、HIROSHIMA CLUB QUATTROにて、HappyTime祭!! inHIROSHIMA大阪☆春夏秋冬ワンマンライブを開催。
- 10月24日、小川舞奈がMAINAMINDとして、「鬼でもない」を配信。
- 10月31日、ESAKAMUSEにて、しゅかしゅんハロウィンパーティーを開催。
- 12月5日、小川舞奈が作詞作曲した初のデジタルシングル「シンガロングをもう一度」を配信。
- 12月5日、ESAKAMUSEにて、RELEASE TOUR〜シンガロングをもう一度〜を開催。
- 12月10日、名古屋RAD HALLにて、RELEASE TOUR〜シンガロングをもう一度〜を開催。
- 12月12日、町屋河京富月にて、YUNA撮影会&トークショーを開催。

2022年
- 1月5日、Spotify O-Crestにて、RELEASE TOUR〜シンガロングをもう一度〜を開催。同日、「忘れないもの」を初披露。
- 1月6日、結成10周年を記念した大阪☆春夏秋冬2022 TOUR Thanks for 10th ～歌い続ける僕らの歌～の最終日である4月29日をもって宮本茉奈、芳森由奈、竹田瑠奈がハッピータイム事務所を退所、小川舞奈、梶野恵園はソロ活動と共に新グループ「大阪☆春夏秋冬2nd」への楽曲提供、総合アドバイザーとして活動し、5人体制の活動を終了することを公式Twitterで発表。[4]。
- 1月16日、心斎橋SUNBOWL B1階 パーティールームにて、大阪☆春夏秋冬ファンミーティング〜しゅかしゅんホームパーティー〜 in OSAKAを開催。
- 1月23日、Half Moon Hall -下北沢-にて、大阪☆春夏秋冬ファンミーティング〜しゅかしゅんホームパーティー〜 in TOKYOを開催。
- 1月24日、Spotify O-nestにて、MAINAMIND TOUR 2022『Change this world』を開催。
- 1月25日、Spotify O-nestにて、MAINAMIND TOUR 2022『Change this world』を開催。
- 1月28日、名古屋RAD HALLにて、MAINAMIND TOUR 2022『Change this world』を開催。
- 2月3日、ESAKAMUSEにて、MAINAMIND TOUR 2022『Change this world』を開催。
- 2月4日、小川舞奈がMAINAMINDとして、「ナイトクルージング」を配信。
- 2月12日、studio P'にて、YUNA撮影会&トークショー in TOKYOを開催。
- 2月13日、CLEO studioにて、EONソロプロジェクトを開催。
- 2月19日、HEAVEN’S ROCK さいたま新都心VJ-3にて、大阪☆春夏秋冬2022 TOUR Thanks for 10th ～歌い続ける僕らの歌～を開催。
- 2月22日、BIGCATにて、大阪☆春夏秋冬2022 TOUR Thanks for 10th ～歌い続ける僕らの歌～を開催。同日、4月4日の追加公演を発表。
- 2月27日、CLEO studioにて、しゅかツア『OTANOSHIMI!!会』 in東京を開催。
- 3月12日、福岡INSAにて、大阪☆春夏秋冬2022 TOUR Thanks for 10th ～歌い続ける僕らの歌～を開催。
- 3月13日、LIVE VANQUISHにて、大阪☆春夏秋冬2022 TOUR Thanks for 10th ～歌い続ける僕らの歌～を開催。
- 3月19日、柏PALOOZAにて、大阪☆春夏秋冬2022 TOUR Thanks for 10th ～歌い続ける僕らの歌～を開催。
- 3月20日、新横浜NEW SIDE BEACHにて、大阪☆春夏秋冬2022 TOUR Thanks for 10th ～歌い続ける僕らの歌～を開催。
- 4月2日、名古屋RAD HALLにて、大阪☆春夏秋冬2022 TOUR Thanks for 10th ～歌い続ける僕らの歌～を開催。
- 4月4日、BIGCATにて、大阪☆春夏秋冬2022 TOUR Thanks for 10th ～歌い続ける僕らの歌～を開催。同日、4月30日のトークイベントを発表。
- 4月16日、demokuraにて、EONソロプロジェクト会議を開催。
- 4月29日、KANDA SQUARE HALLにて、大阪☆春夏秋冬2022 TOUR Thanks for 10th ～歌い続ける僕らの歌～を開催。結成10年を迎えて日本ご当地アイドル活性協会より『ご当地アイドル殿堂入り』に認定[5]。
- 4月30日、ESAKAMUSEにて、大阪☆春夏秋冬トークイベント LAST DAY〜感謝を込めて〜を開催。同日、5人体制の活動を終了。
- 6月6日、新章の開始を発表。
- 7月7日、お披露目LIVE『天女〜歌い続ける僕らの唄〜』を開催。

2025年
- 2月11日、Instagramにて、竹田瑠奈が結婚を発表。

## メンバー

### 新章メンバー
| 名前            | 生年月日              | 血液型 | 出身地                       | 備考 |
| --------------- | --------------------- | ------ | ---------------------------- | ---- |
| 月(tsuki=HIME)  | 2001年8月1日（23歳）  | B型    | 月の世界                     |      |
| 星(mona=HIME)   | 2002年5月16日（22歳） | O型    | 沢山の言語が飛び交う星の世界 |      |
| 実(monori=HIME) | 2002年12月6日（22歳） | B型    | 自然豊かな世界               |      |
| 笑(emi=HIME)    | 2001年7月17日（23歳） | O型    | 笑顔溢れる世界               |      |

| 名前            | 生年月日              | 血液型 | 出身地                   | 活動期間               | 備考 |
| --------------- | --------------------- | ------ | ------------------------ | ---------------------- | ---- |
| 華(madoka=HIME) | 2002年2月27日（23歳） | O型    | 色とりどりに咲く華の世界 | 2022年7月7日 - 10月2日 |      |

### 第一期活動休止時のメンバー
| 名前            | 本名                          | ニックネーム    | 生年月日               | ダンス歴                                                                             | 趣味                                   | 特技                                                            | 備考                                             |
| --------------- | ----------------------------- | --------------- | ---------------------- | ------------------------------------------------------------------------------------ | -------------------------------------- | --------------------------------------------------------------- | ------------------------------------------------ |
| MAINA（マイナ） | 小川 舞奈 （おがわ まいな）   | まいな          | 1997年10月24日（27歳） | ヒップホップ21年、日本舞踊16年、ジャズ21年、 ブレイク7年、ハウス10年、ロッキング11年 | 銭湯、ギター弾き語り、自然             | ボーカル、ダンス、イラスト、即興歌が得意、演技                  | リーダー 万葉シャオニャン1期生時代からのメンバー |
| MANA（マナ）    | 宮本 茉奈 （みやもと まな）   | まなぼう        | 1997年12月8日（27歳）  | ヒップホップ14年、ジャズ14年、日本舞踊11年                                           | ダンス、歌うこと、寝る事               | ダンス、ボーカル、ピアノの弾き語り パーカッション、セルフネイル | 万葉シャオニャン4期生時代からのメンバー          |
| EON（エオン）   | 梶野 恵園 （かじの えおん）   | おんしゃん      | 1997年11月27日（27歳） | 日本舞踊7年、ヒップホップ8年、 ガールズヒップホップ12年、ジャズ7年                   | 音楽鑑賞、DJ、岩盤浴、お笑い           | 幅跳び、イントロドン                                            |                                                  |
| YUNA（ユウナ）  | 芳森 由奈 （よしもり ゆうな） | ゆーな          | 1999年5月26日（25歳）  | HIPHOP12年、日本舞踊9年、ジャズ9年、 ロック6年 、K-pop5年、バレエ5年                 | 雑誌を読むこと、shopping 、make        | ダンス、ピアノ、カメラ                                          |                                                  |
| RUNA（ルナ）    | 竹田 瑠奈 （たけだ るな）     | TKD、てぃけるな | 2000年8月4日（24歳）   | HIPHOP11年、ジャズ9年、日本舞踊7年                                                   | 音楽鑑賞、食べること、ライブに行くこと | ダンス                                                          | 現在のところ唯一の途中加入者 （2014年11月加入）  |

### 元メンバー
NANA（ナナ）
本名：南口 奈々（みなみぐち なな）
大阪☆春夏秋冬の前身・万葉シャオニャン時代のメンバー2期生。エイベックス・マネジメントに移籍、2018年3月までGEMのメンバーだった。2018年4月1日、南ななこに改名。
MAYA（マヤ）
本名：黒木 麻耶（くろき まや）
ニックネーム：ま～さん
生年月日：1998年9月10日
2015年2月16日に家庭の事情により脱退
RINA（リナ）
本名：宮浦 里奈（みやうら りな）
ニックネーム：りなち
生年月日：1997年11月12日
ダンス歴：ヒップホップ11年、ジャズ11年、ハウス 6年、日本舞踊5年
趣味：料理、お菓子作り
特技：ダンス
2016年10月31日をもってユニットを卒業。2017年春から看護学校に通い、看護師を目指す。
ANNA（アンナ）
本名：八木 杏菜（やぎ あんな）
ニックネーム：あんちゃん
生年月日：1998年2月24日
ダンス歴：ヒップホップ18年、ジャズ17年、日本舞踊14年
趣味：手料理、ヘアーセット、サックス、映画海外ドラマ鑑賞
特技：ダンス、ボーカル、料理
万葉シャオニャン3期生時代からのメンバー。
2021年4月25日をもってユニットを卒業。

## 作品

### 配信
|   | 配信日        | タイトル                        | 収録曲                             | レーベル          | 規格品番 | 備考 |
| - | ------------- | ------------------------------- | ---------------------------------- | ----------------- | -------- | ---- |
| 1 | 2019年3月21日 | その手(demo音源)                | 1. その手(demo音源)                | avex trax         |          |      |
| 2 | 2019年4月14日 | NO-LIMIT                        | 1. NO-LIMIT 2. NO-LIMIT (TV ver.)  | avex trax         |          |      |
| 3 | 2020年2月16日 | BABY CRAZY (Re-recording ver.)  | 1. BABY CRAZY (Re-recording ver.)  | avex trax         |          |      |
| 4 | 2020年2月16日 | Let you fly (Re-recording ver.) | 1. Let you fly (Re-recording ver.) | avex trax         |          |      |
| 5 | 2021年12月5日 | シンガロングをもう一度          | 1. シンガロングをもう一度          | HappyTime Records |          |      |

### 未音源曲
- チャンスは一度
- D&Y
- Raise a FLAG!!
- プラズマー
- レインボーカラー (オリジナル)
- 春風
- 忘れないもの

### その他
- ナターシャ / ナターシャ -Instrumental (2016年9月24日) - MAINAがNATASHAの一員として2016年9月24日･9月25日に行われた＠JAM×ナタリー EXPO 2016にて歌唱。
- Umy Story / ウマイネーム イズ うまみちゃん (2017年7月25日、フェイスイン) - MAINAがUMAINAとして2017年7月30日に行われた『くまモンうまい棒発売PRイベント～10円のチカラで復興支援～』｢うまみちゃんCD発売イベント｣にて歌唱。[8][9]
- MOONLiGHT / VOLCANO / MOONLiGHT -Instrumental / VOLCANO -Instrumental (2017年8月26日) - MAINAがNATASHAの一員として2017年8月5日に行われたTOKYO IDOL FESTIVAL 2017と2017年8月26日･8月27日に行われた@JAM EXPO 2017にて歌唱。
- 夢の砂～a theme of @JAM～ (2018年8月25日) - ＠JAM EXPO 2018の先行予約特典としてオフィシャルブック付限定CD (特典会参加券付) を1枚会場にてお渡しされた。MAINAが＠JAM ALLSTARS 2018の一員として2018年8月26日に行われた＠JAM EXPO 2018にて歌唱。
- エール (2020年6月24日、APDREAM) - MAINAがCheer song project 1st unitの一員として2020年6月24日にiTunesで配信。
- Night Lights feat. 日向ハル & MAINA / Flavor (2020年5月5日、ぶどうレコード) - MAINAがフィロソフィーのダンスの日向ハルと参加した曲を2021年5月5日に配信、2021年6月12日に7inch EPを発売。
- 鬼でもない / 鬼でもない(カラオケ) / 鬼でもない(インストルメンタル) (2021年10月24日、Philosophy of The World) - MAINAがMAINAMINDとして2021年10月24日に配信。
- I Want Your Love feat. MAINAMIND (2022年1月21日、IchiroMusic) - MAINAがMAINAMIND名義でゲストボーカルとして参加し2022年1月21日に配信。
- ナイトクルージング / ナイトクルージング(カラオケ) / ナイトクルージング(インストルメンタル) (2022年2月4日、Philosophy of The World) - MAINAがMAINAMINDとして2022年2月4日に配信。

## 出演

### テレビ
レギュラー
- おじゃ天!～おじゃまで天気予報（テレビ和歌山）- 不定期出演
- 大阪☆春夏秋冬《カタヤブリ》 （2015年10月9日 - 2019年11月29日、KawaiianTV）
- お宝発掘!?キラキラダイヤ（2016年11月4日 - 2017年3月24日、KawaiianTV）- EONのみ

準レギュラー
- #NutsPOKER（2021年7月3日 - 2022年9月24日、サンテレビ） - EONのみ

### ラジオ
レギュラー
- サタデーちゃおs（2013年10月5日 - 2015年7月11日、FMちゃお）
- まるごと!大阪☆春夏秋冬（2015年7月18日 - 2018年12月29日、FMちゃお）
- radiomax（2017年6月30日 - 、エフエム滋賀） - 第5金曜日のみ

準レギュラー
- ONEラジ!（2021年4月16日 - 、ラジオ関西） - 第3日曜日のみMAINA・EON出演

### ドラマ
- クロシンリ 彼女が教える禁断の心理術（2021年5月6日・2021年5月13日、カンテレ） - 小松郁江 役、RUNAが出演

### 映画
- ホラーちゃんねる 関西版（2020年10月24日、監督：福島翔太、大橋孝史）[10]

## 出展
- 「TOKYO IDOL NET presents アイドルカメラ部 写真展」（2017年5月16日 - 30日、原宿 FUJIFILM WONDER PHOTO SHOP）[11]- YUNAのみ